# Alain de Benoist
Alain de Benoist de Gentissard (Saint Symphorien, comuna avui incorporada a la de Tours, 11 de desembre de 1943) és un acadèmic francès. Líder i ideòleg principal del think tank de la Nova Dreta i del grup GRECE. Edita des de 1968 el diari Nouvelle École i des de 1988 Krisis. El 1978 va rebre el Gran Premi d'Assaig de l'Acadèmia Francesa.

## Trajectòria professional
Cèlebre intel·lectual que es va formar a la Sorbona, on va estudiar Dret, Filosofia, Sociologia i Història de les Religions, de Benoist és poc conegut fora del seu país encara que les seves obres han estat molt influents en el pensament de la dreta europea. En els seus textos ataca i crítica el fenomen de la globalització, la immigració descontrolada i el liberalisme considerant-los com contraproduents amb el concepte d'estat nació. Es mostra esperançat que dins dels límits de la democràcia, les conseqüències negatives d'aquests fenòmens generin un intens debat social que acabi reflectint-se en el mateix sistema. S'adhereix a la teoria del marxista Antonio Gramsci que abans de produir-se un canvi polític, cal aconseguir l'hegemonia cultural, és a dir, aconseguir que les idees a implantar siguin acceptades pels ciutadans. Per aquest motiu, Alain de Benoist se centra en el treball cultural més que en el polític. Ha estat influït per Ernst Jünger, Jean Baudrillard, Helmut Schelsky i Konrad Lorenz.
Alain de Benoist és especialment crític amb el cristianisme primitiu, el qual considera germen de l'igualitarisme i l'universalisme. Considera que Europa ha de redescobrir les seves arrels paganes.
Els sectors més crítics amb el pensament de Benoist solen procedir de l'ala més liberal de la dreta i de gran part de l'esquerra, ratllant en tots els casos de difusor del neofeixisme. No obstant això, Benoist ha atacat repetidament en les seves obres la ideologia feixista. L'acusació de neofeixista probablement s'origina en el fet que Benoist comparteix certs referents intel·lectuals amb el feixisme, així com en el seu rebuig del cosmopolitisme, la immigració massiva i la teoria dels drets humans.
Benoist ha anat evolucionant progressivament cap a uns plantejaments polítics cada vegada més democràtics, des d'una postura inicial bastant aristocràtica. Actualment, defensa que la manera més efectiva de promoure el canvi polític és augmentar el nivell de democràcia a tots els nivells, especialment el local.